# Госёгавара
Госёгава́ра (яп. 五所川原市 Госёгавара-си) — город в Японии, находящийся в префектуре Аомори. Площадь города составляет 404,56 км², население — 58 285 человек (1 августа 2014), плотность населения — 144,07 чел./км².

## Географическое положение
Город расположен на острове Хонсю в префектуре Аомори региона Тохоку. С ним граничат города Аомори, Цугару, посёлки Итаянаги, Цурута, Накадомари, Имабецу, Сотогахама и село Йомогита.
На территории города расположено озеро Дзюсан.

## Население
Население города составляет 58 285 человек (1 августа 2014), а плотность — 144,07 чел./км². Изменение численности населения с 1980 по 2005 годы:
| 1980 | 68 738 чел. |  |
| 1985 | 67 033 чел. |  |
| 1990 | 63 843 чел. |  |
| 1995 | 63 383 чел. |  |
| 2000 | 63 208 чел. |  |
| 2005 | 62 181 чел. |  |

## Символика
Деревом города считается Ulmus davidiana, цветком — Iris ensata, птицей — китайская зеленушка.